# الجمعية الشرقية الألمانية

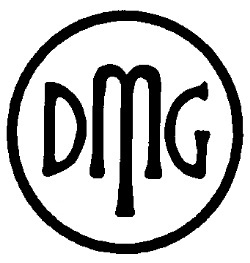
شعار الجمعية.

الجمعية الشرقية الألمانية هي جمعية تعني بدراسة الشرق. أسسها هاينريخ فلايشر عام 1845م.
تصدر الجمعية، منذ عام 1847م، مجلة الجمعية الشرقية الألمانية.

## وصلات خارجية
- موقع الجمعية الشرقية الألمانية